# Karmelitinnenkloster Vinça
Das Karmelitinnenkloster Vinça ist ein Kloster der Karmelitinnen in Vinça, Département Pyrénées-Orientales, im Bistum Perpignan-Elne in Frankreich.

## Geschichte
Suzanne de Saint-Exupéry (1785–1863) trat 1814 in das Karmelitinnenkloster Bordeaux (heute in Talence) ein und nahm den Ordensnamen Schwester Bathilde vom Jesuskind an. 1826 wurde sie zur Priorin gewählt. Wegen Spannungen zwischen ihr und den 1843 als Verstärkung hinzugekommenen Ordensfrauen des Klosters Agen ging sie 1845 in das Kloster Genua und gründete von dort aus 1848 das Kloster Nizza. Der Anschluss Nizzas an Frankreich im Jahre 1860 und die damit verbundenen Unruhen veranlassten Mutter Bathilde, 1861 das Angebot zur Gründung eines Klosters in Vinça (30 Kilometer westlich Perpignan) anzunehmen. Sie bezog dort mit drei Mitschwestern das von 1589 bis 1793 bestehende und vom Besitzer zur Verfügung gestellte ehemalige Kapuzinerkloster.
1901 wurde das Kloster von der Dritten Republik geschlossen. Die acht Schwestern kamen unter schwierigen Bedingungen im Ort unter. Als 1919 eine Wiederbesiedelung möglich war, jedoch nur noch eine Schwester lebte, gelang es, die im spanischen Exil lebenden Karmelitinnen des Klosters Bédarieux für das Vorhaben zu gewinnen. Der Konvent von Bédarieux, der 1856 vom Karmelitinnenkloster Montpellier gegründet worden war, hatte sich 1901 nach Spanien ins Exil begeben und 1905 in Arenys de Mar ein Klostergebäude errichtet. 1920 bezog der Konvent mit 18 Schwestern (plus der letzten einheimischen) das Kloster Vinça. Geistliche Hilfe kam bis 1965 von den benachbarten Zisterziensern der Abtei Saint-Michel-de-Cuxa.
Als das (1900 von dem Karmelitinnenkloster Albi gegründete) blühende Kloster Rabastens unter den kontemplationsfeindlichen städtischen Verhältnissen zu leiden begann, flüchtete es 1958 nach Vinça. Dadurch stieg die Zahl der dortigen Ordensfrauen vorübergehend auf 35, sank dann aber kontinuierlich ab. 2013 kamen noch vier Schwestern aus dem Karmelitinnenkloster Rodez hinzu. Derzeit leben im Kloster neun Ordensfrauen. Der Konvent nennt sich Carmel de la Sainte Famille (Karmel von der heiligen Familie). Er befindet sich in der Avenue Léon Trabis Nr. 25.